# 越西県
越西県（えつせい-けん、四川彝語: ꃺꄧꑤ）は中華人民共和国四川省涼山イ族自治州西南部に位置する県。

## 行政区画
- 鎮:越城鎮、中所鎮、新民鎮、乃托鎮、普雄鎮、大瑞鎮、竹阿覚鎮、書古鎮、依洛地壩鎮、南箐鎮、貢莫鎮、梅花鎮、爾覚鎮、拉普鎮、馬拖鎮、大花鎮、板橋鎮
- 郷:申果荘郷、拉吉郷
- 民族郷:保安チベット族郷

## 交通

### 鉄道
- 中国鉄路総公司
  - 中国鉄路昆明局集団公司
    - 成昆線

（成都方面）- 白果駅 - 白石岩駅 - 越西駅 - 鉄西駅 - 下普雄駅 - 拉白駅 - 普雄駅 - 上普雄駅 - 爾賽河駅 -（昆明方面）

## 健康・医療・衛生
- 越西県第一人民医院